# Weary Willie and Tired Tim
Weary Willie and Tired Tim est une série de bande dessinée publiée en couverture de l'hebdomadaire britannique pour la jeunesse Illustrated Chips (en) du 16 mai 1896 au 12 septembre 1953. Elle connut un très grand succès au début du XXe siècle, et quatre adaptations cinématographiques entre 1904 et 1908.
Créée par le populaire illustrateur Tom Browne qui s'inspire de la bande dessinée célèbre Ally Sloper, elle met en scène un couple de vagabonds, l'un grand et maigre (d'abord nommé Weary Waddles), l'autre petit et gros (d'abord nommé Tired Timmy). En 1900, Browne abandonne la série, reprise par divers auteurs (dont Arthur Jenner) jusqu'en 1912 et l'arrivée de Percy Cocking, qui la dessine jusqu'en 1953.